# يوهان بيتر فرانك
يوهان بيتر فرانك (بالألمانية: Johann Peter Frank)‏ هو طبيب ألماني، ولد في 19 مارس 1745 في رودآلبن في ألمانيا، وتوفي في 24 أبريل 1821 في فيينا في النمسا.

## وصلات خارجية
- يوهان بيتر فرانك على موقع الموسوعة البريطانية (الإنجليزية)